# Hisham Kabbani
Pour les articles homonymes, voir Kabbani.
Le cheikh Muhammad Hisham Kabbani, né le 28 janvier 1945 à Beyrouth (Liban) et mort le 4 décembre 2024, est un maître soufi et l'auteur de nombreux ouvrages. Cheikh Kabbani promeut un islam traditionnel qui défend « la paix, la tolérance, l’amour, la compassion et la fraternité tout en s’opposant à l’extrémisme sous toutes ses formes ». Le Cheikh Kabbani est issu d’une lignée intellectuelle de l’Islam traditionnel comprenant notamment l’ancien directeur de l’Association des savants musulmans du Liban et l’actuel Grand mufti du Liban, Cheikh Muhammad Rachid Kabbani. 
Aux États-Unis, le cheikh Kabbani dirige l'Islamic Supreme Council of America et il est le fondateur de l’Ordre soufi Naqshbandi en Amérique.  Il est également le conseiller de l’Organisation mondiale pour le développement des Ressources et de l’Éducation, directeur de As-Sunnah Foundation of America et de Kamilat, une organisation de femmes musulmanes, ainsi que fondateur et président de la revue musulmane, The Muslim Magazine. Kabbani a également participé à la fondation du Sufi Muslim Council, qui cherche à faire entendre la voix de la majorité des musulmans modérés et à lutter contre l'extrémisme sous toutes ses formes. Depuis son arrivée aux États-Unis, il promeut et encourage le soufisme et la célébration de l'anniversaire du Prophète (mawlid).

## Biographie
Cheikh Kabbani a reçu une formation à la fois en sciences et en doctrine islamique. Il est diplômé en chimie et a fait des études de médecine. Il possède également un diplôme en loi musulmane et sous l’autorité de Cheikh ‘Abd Allah Daghestani, il a reçu la permission d’enseigner, de guider et conseiller les étudiants intéressés par la spiritualité musulmane en puisant dans les enseignements du Cheikh Nazim Haqqani, le maître actuel de l’ordre soufi Naqshbandi-Haqqani.
Cheikh Nazim al Haqqani a donné à Cheikh Hisham Kabbani, comme cheikh soufi, l'ijaza et la permission de guider ses disciples dans la voie naqshbandi. Il a reçu une formation spirituelle de 40 ans de la part du Grand cheikh al Daghestani et du cheikh Haqqani. En 1991, Haqqani lui a demandé de partir en Amérique pour enseigner l'ordre soufi naqshbandi. Cheikh Kabbani a ouvert de nombreuses zaouias (centres d'enseignement) aux États-Unis, au Canada et également en Amérique du Sud.
Cheikh Hisham Kabbani est le seul khalife (député) de Cheikh Haqqani en Amérique. Dans la tariqa Naqshbandi-Haqqani, le Cheikh Nazim al Haqqani a deux khalifa dans le monde : Cheikh Hicham Kabbani et Cheikh Adnan Kabbani, qui ont suivi dès leur jeunesse l'enseignement spirituel de Mawlana Cheikh Abdallah al Fa'iz Ad-Daghestani, le maître de Cheikh Haqqani.
Cheikh Kabbani a organisé deux conférences internationales aux États-Unis qui ont réuni de nombreux savants du monde musulman. Il a assisté en tant que conférencier au Nahdlatoul Ouléma (conférence des Oulémas du monde musulman) et à la conférence Sidi Shiker organisé par le Maroc et réunissant les cheikh soufi du monde entier. En tant que porte-parole de l’Islam traditionnel, il est sollicité par les journalistes, les intellectuels et les chefs de gouvernements pour donner des conseils,,,,,,,,,,.
Il participe également à de nombreux dialogues interreligieux pour promouvoir la paix, l'amour et la tolérance dans le monde,,,. 
La mort d'Hisham Kabbani, à l’âge de 79 ans, est annoncée le 5 décembre 2024.

## Livres traduits en français
- Le concept de Jihad en Islam, série réfutation des idées salafis vol. 3, Édition ISCA,  (ISBN 1-930409-46-X) (2007).
- L'Intercession, série réfutation des idées salafis vol. 2,  (ISBN 1-930409-47-8) (2007)
- La science de la purification du cœur, série réfutation des idées salafis vol. 1,  (ISBN 1-930409-40-0) (2006)
- La science Soufie de l'accomplissement de Soi,  (ISBN 1-930409-39-7) (2006)